# Kodak (tvrz)

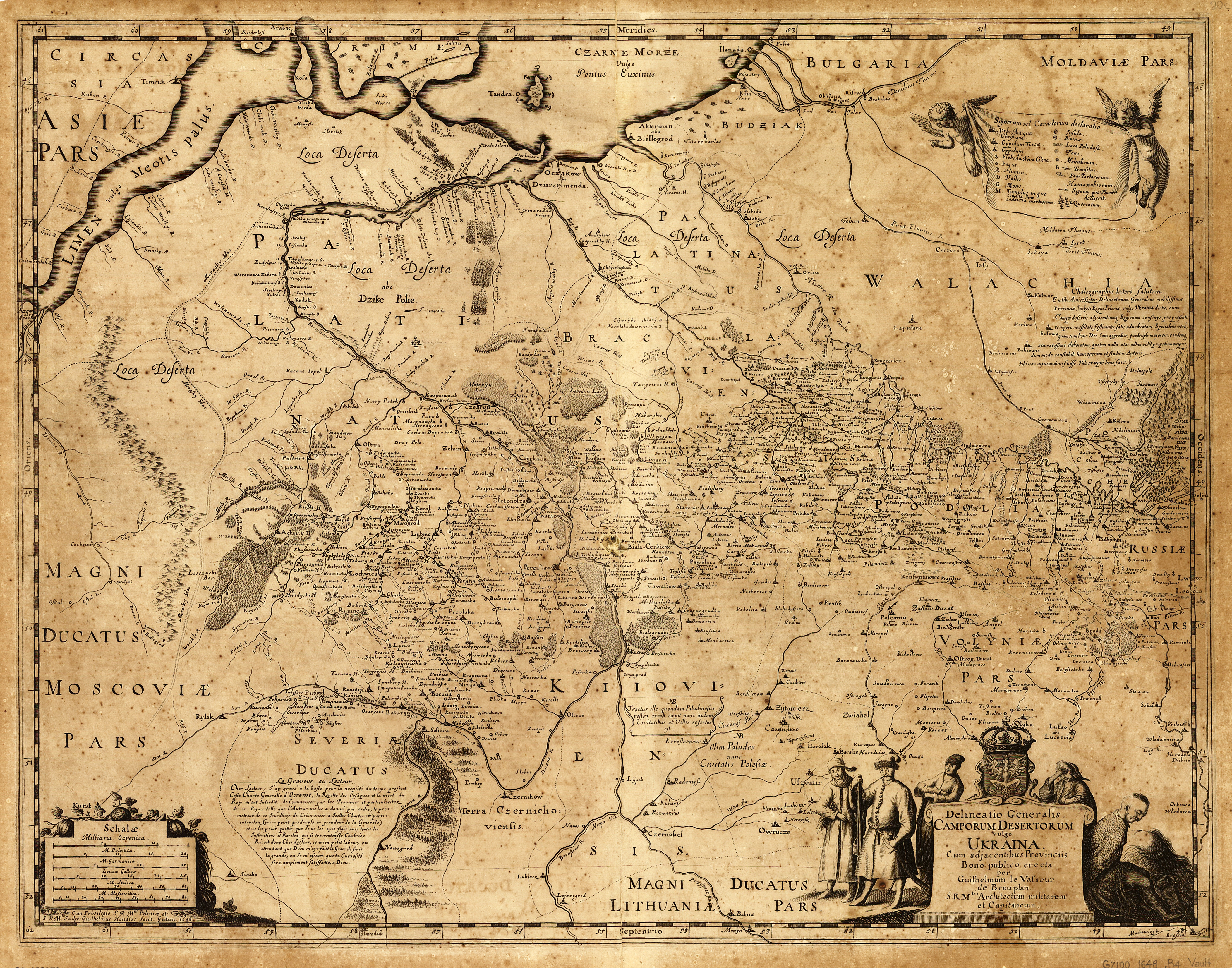
Kodak na mapě z poloviny 17. století

Kodak (ukrajinsky Кодак, polsky Kudak) byla polská pevnost postavená v roce 1635 z iniciativy velkého hejtmana Stanislawa Koniecpolského. Pevnost byla zbudována nad dněperskými prahy, nablízku dnešního města Dnipro, po potlačení kozáckých povstání ve 30. letech 17. století. Jejím hlavním účelem měla být strategická blokáda Záporožské Síče od hlavních oblastí Ukrajiny.

## První pevnost
První tvrz Kodak byla postavena za pouhé čtyři měsíce v podobě malé čtyřstranné tvrze, vysoko na pravém břehu řeky Dněpru, pod ústím řeky Samary, na místě, kde začínaly peřeje – ve výšce Kudackého (Kojdackiego) kataraktu, který dal tvrzi jméno. Kodacká tvrz se nacházela 10 km od dnešního ukrajinského města Dnipro. Tvrz byla schválně umístěna na jižní hranice Polsko-litevské unie, aby se zabránilo stykům mezi ukrajinskými rolníky a Záporožskými kozáky a aby se zabránilo kozáckým výpravám na Krym.
Pevnost byla popisována jako „klíč k Záporoží“. Jednalo se o pevnůstku se dvěma půl-baštami na východě (jihovýchodní půl-bašta existuje dodnes), která byla postavena podle projektu královského plukovníka Jean de Mariona (popolštěno na Jan Marian). Posádku původně tvořilo 200 německých žoldnéřských dragounů. V důsledku zrady několika rusínských vojáků z jednotky de Mariona byl nedokončený val dobyt v noci z 3. na 4. srpna 1635 kozáky pod velením atamana Ivana Sulimy, kteří se vraceli z tažení od Černého moře. Kozáci vyvraždili celou posádku, umučili de Mariona a zničili pevnost. Přežilo pouze 15 polských dragounů, kteří v tu dobu byli na jízdním průzkumu mimo tvrz.
Již v roce 1637 přijal Sejm výnos o financování obnovy pevnosti a proto královský hejtman Stanislav Koniecpolski umístil 4000 vojáků do trosek kodacké tvrzi a začal s její rekonstrukcí.

## Druhá pevnost
V roce 1639 postavilo Polsko podle plánů Johanna Pleitnera v Kodaku vedle trosek staré pevnosti novou pevnost, která byla postavena podle Fryderyka Getkanta a Eliáše Arciszewského. Nová pevnost měla rozměry přibližně 207 x 210 metrů ve věžích bašt. Pevnost vycházela z koncepce tzv. staré holandské školy, měla ze strany Dněpru dvě plné bašty a dva polobastiony. Pevnost obklopovaly pozemní hradby se zátarasy ze strany Dněpru a suchými příkopy z dalších tří stran. Před samotnými hradbami stály dvě řady palisád. Na západní straně byl umístěn vchod s masivní branou. Stálou posádku tvořilo 600 vojáků. V roce 1639 měla pevnost 11 děl a v roce 1648 byl počet děl zvýšen.
Jihozápadně od pevnosti ve vzdálenosti 2,8 km se nacházela velká dřevěná rozhledna, na jejímž místě byla později založena vesnice Niemieckoje, pojmenovaná podle národnosti vojáků, kteří ji střežili.
Prvním velitelem pevnosti byl Jan Wojsław Żółtowski, který v pevnosti roku 1640 zemřel a byl pohřben v nedalekém dominikánském kostele. Jeho nástupcem se stal plukovník Krzysztof z Grodziska Grodzicki.
Roku 1645 pevnost navštívil kníže Jeremiáš Wiśniowiecki.

## Obléhání v roce 1648
Během Chmelnického povstání odolal Kodak díky vojenským schopnostem Krzysztofa Grodzického pětiměsíčnímu kozáckému obléhání. Bohdan Chmelnický v průběhu obléhání vyměnil velitele a spoléhal na Maksyma Nestorenku. Ani ten však nedovedl prolomit polskou obranu. Ztráty mezi kozáky dosáhly až 4 000 vojáků. Po zprávách o porážce polského korunního vojska v bitvě pod Pilawcami a blížící se silnou zimou se rozhodl Grodzicki 2. října 1648 kapitulovat. Grodzickému bylo slíbeno, že on i jeho muži budou ušetřeni, pokud se vzdají. Kozáci ale slovo nedodrželi. Obránci pevnosti byli zmasakrováni a zbytek prodán do tatarského otroctví.

## Zánik pevnosti a současný stav

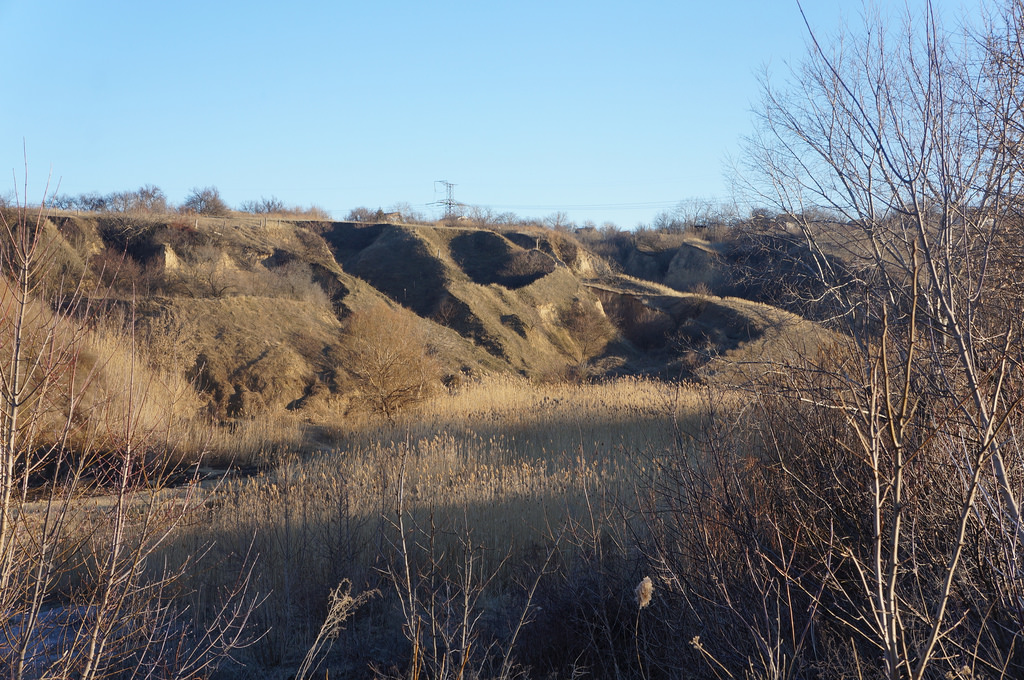
Pozůstatky pevnosti

Na základě Perejaslavské dohody v roce 1654 byl Kodak obsazen kozáky. V roce 1711 podle podmínek Prutské mírové smlouvy mezi Ruskem a Tureckem nařídil car Petr I. Veliký zbořit pevnost Kodak.
V období 1734–1775 byl Kodak kozáckým aulem. Na konci 18. století byla vesnice Kodak přejmenována na Starý Kodak.
Sovětská vláda nařídila zničit zbytky kodacké tvrzi, aby vymazala stopy polské přítomnosti na Ukrajině a na místě tvrze zřídila žulový lom, který byl provozován v letech 1944–1994. Nevyužívaný lom byl zatopen a přeměněn na jezero.
Pozůstatky dvou bašt, pozemního valu a zbytky severozápadního násypu jsou vidět i v současnosti. K dispozici je na místě také propagandistický pomník postavený v roce 1910 na žádost ruských úřadů připomínající kozácké povstání z roku 1648 a „věčné rusko-ukrajinské přátelství“. Na pomníku je nepravdivý nápis „Zde hejtman Bohdan Chmelnický spolu se záporožskou armádou dobyl pevnost Kodak 24. dubna 1648“.

## Galerie

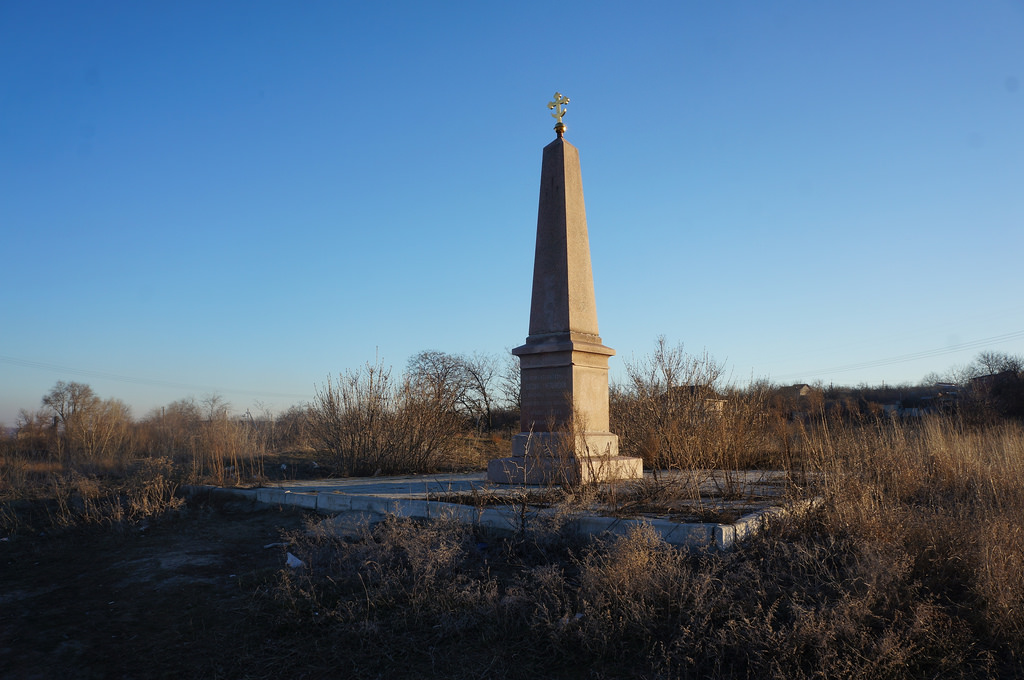
Památník na místě bývalé kodacké tvrze
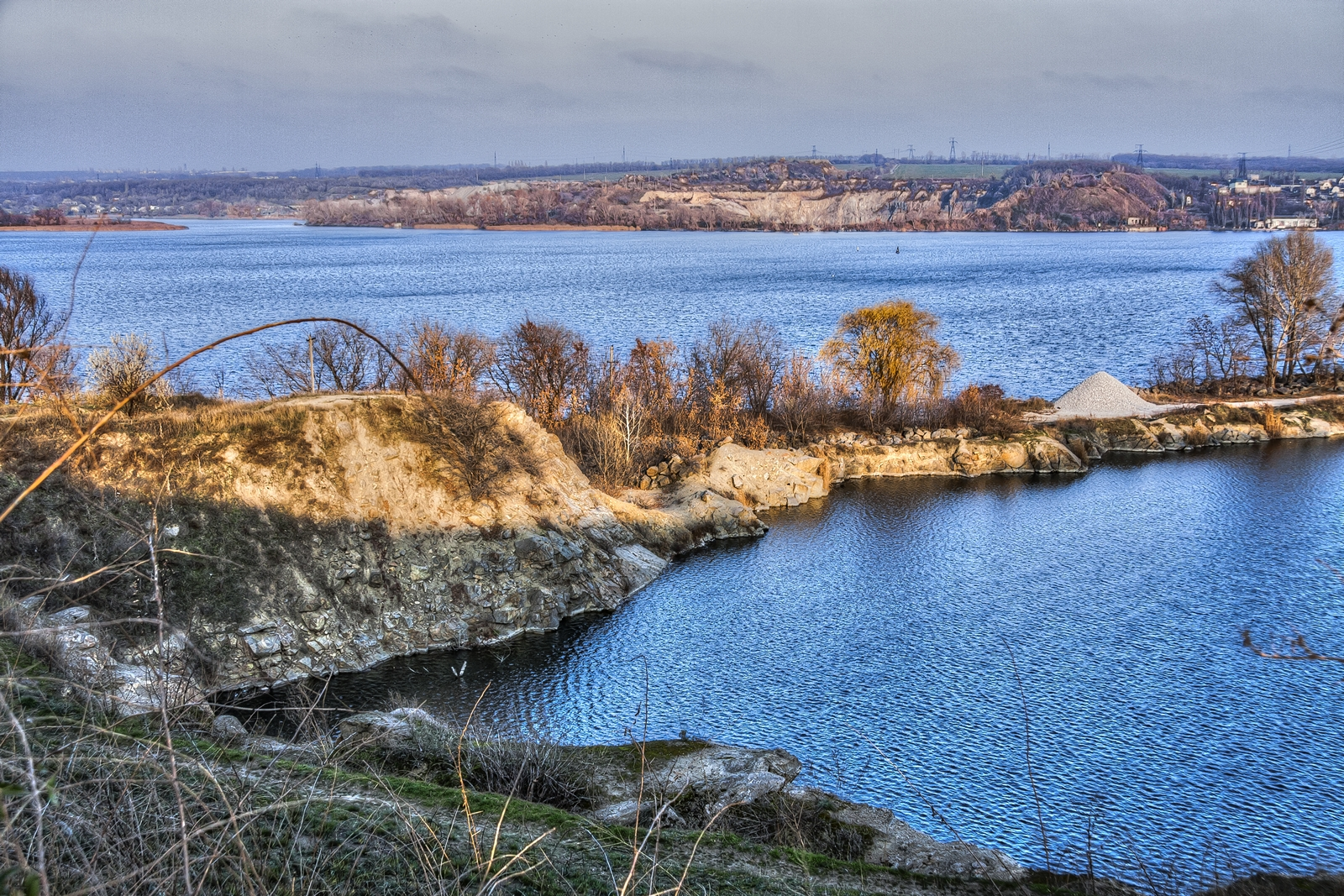
Zatopené pozůstatky tvrze
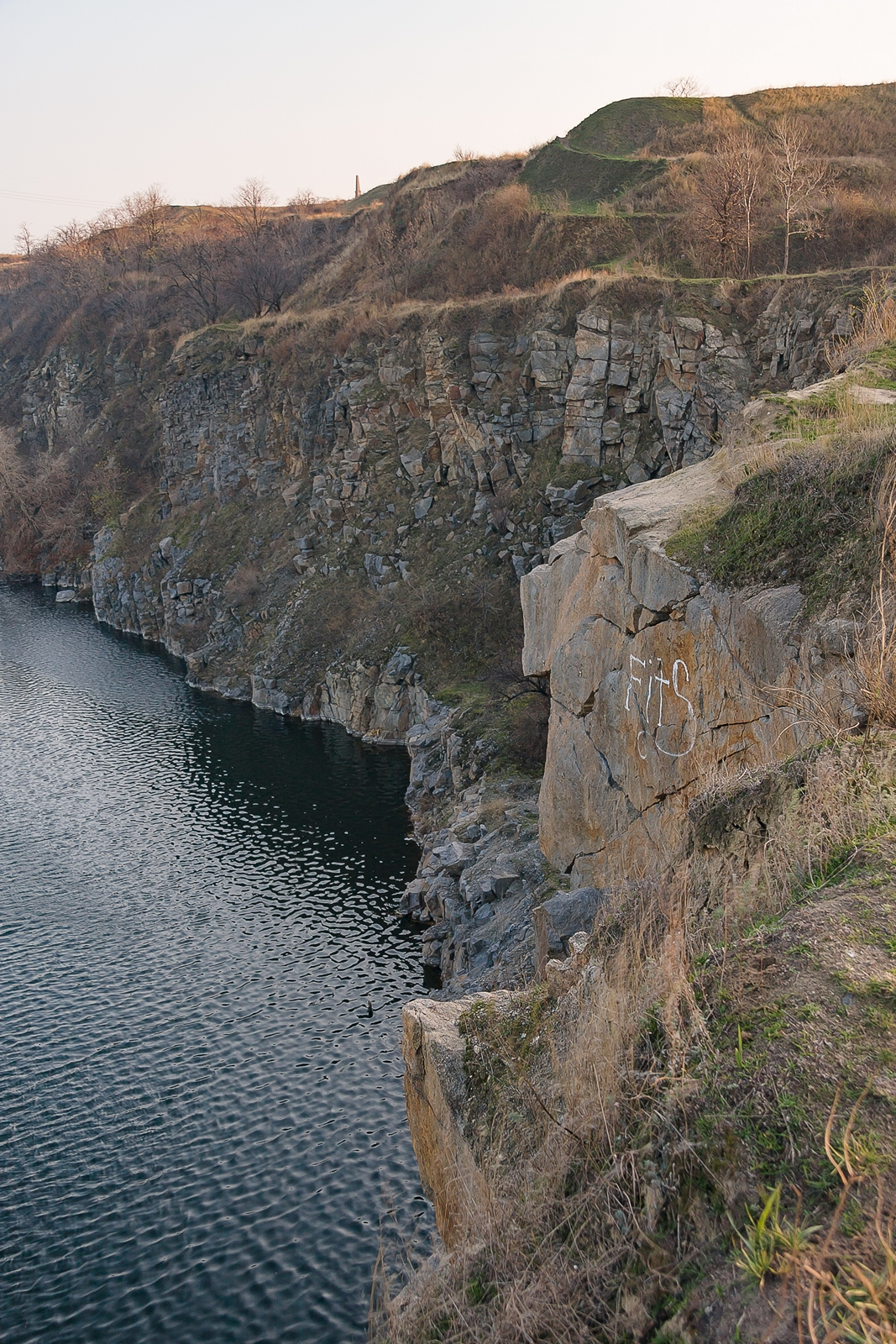
Kodacká tvrz v současnosti
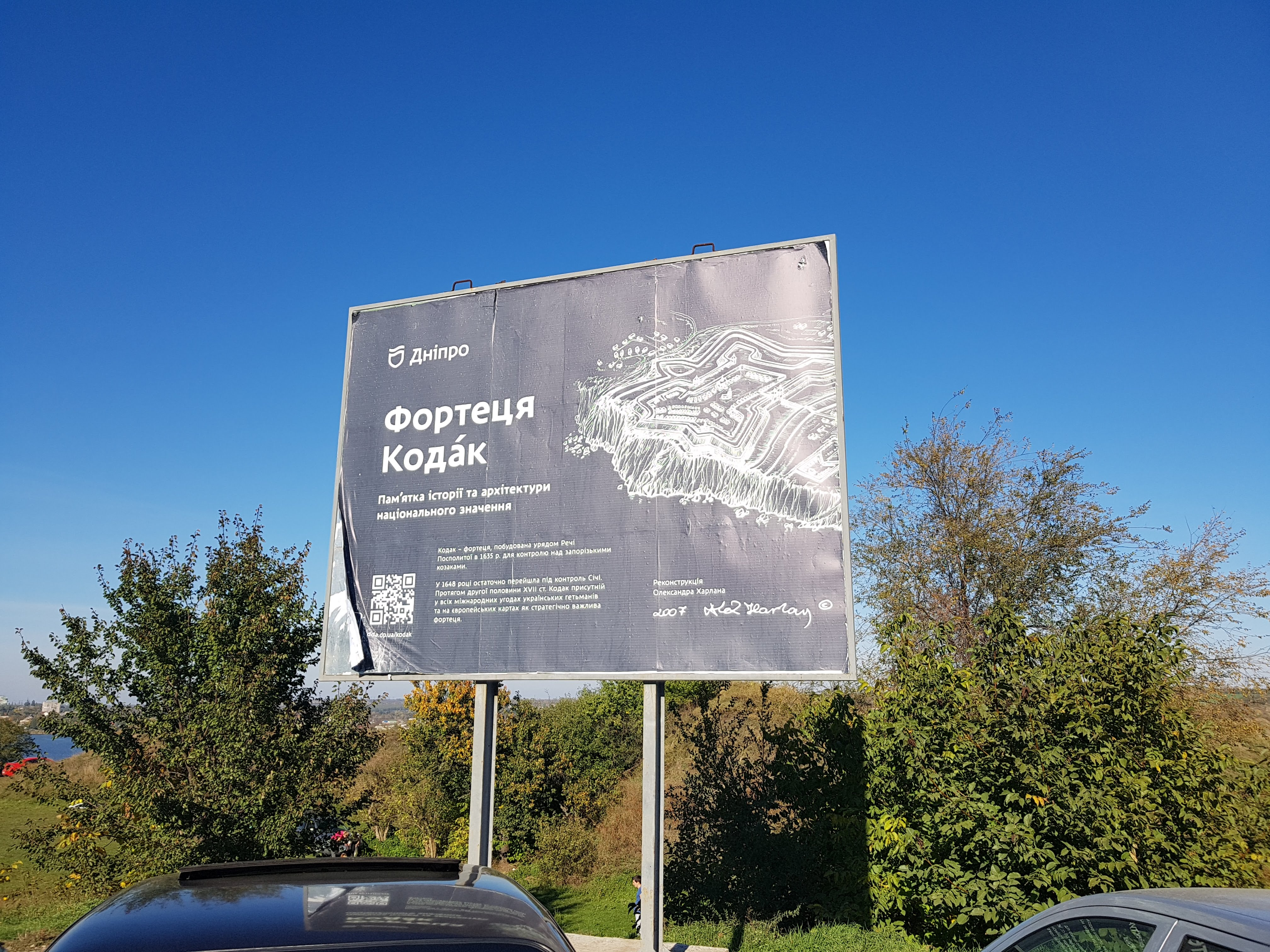
Informační cedule u vchodu do trosek tvrze (rok 2018)
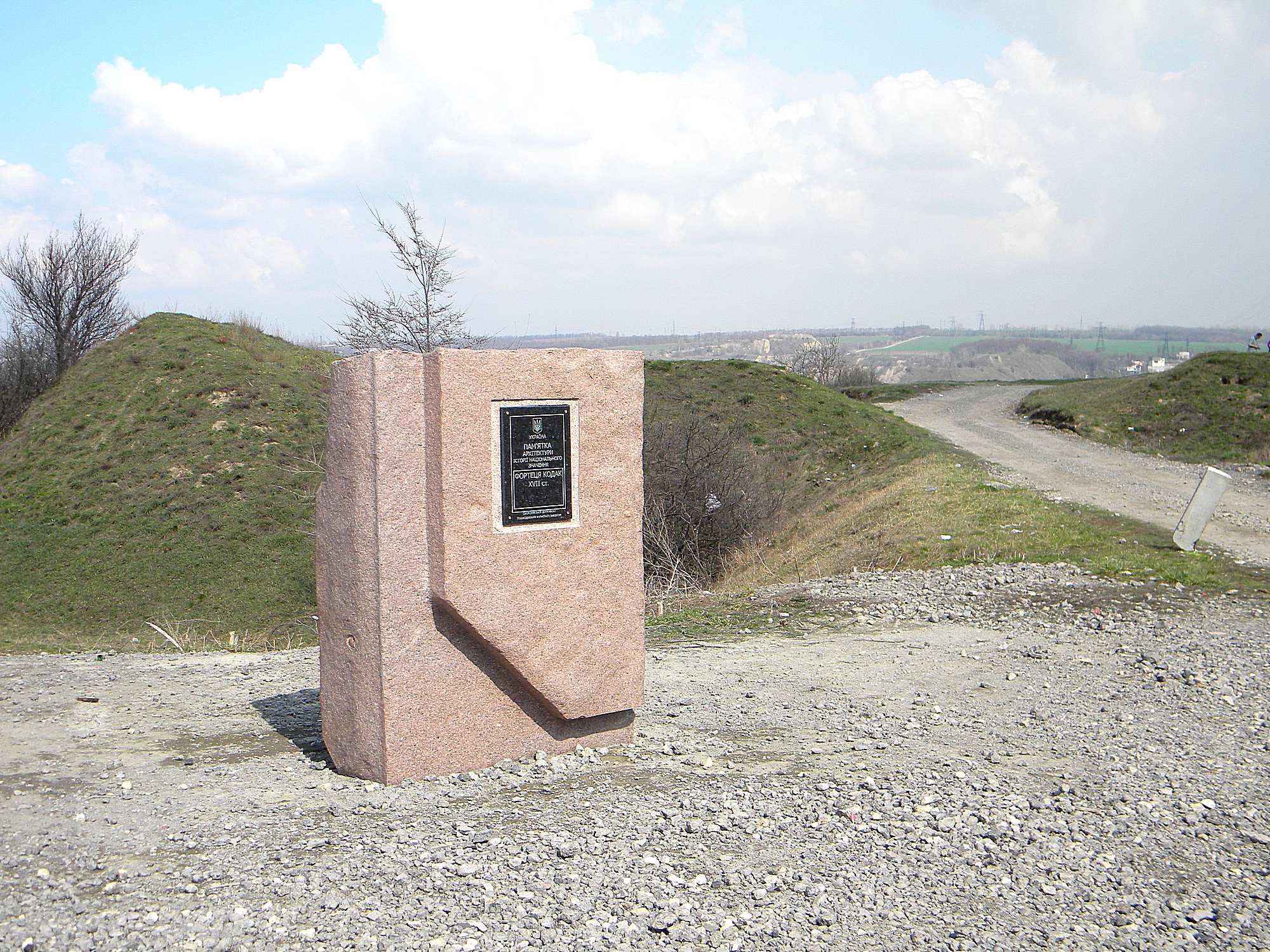
Trosky tvrze
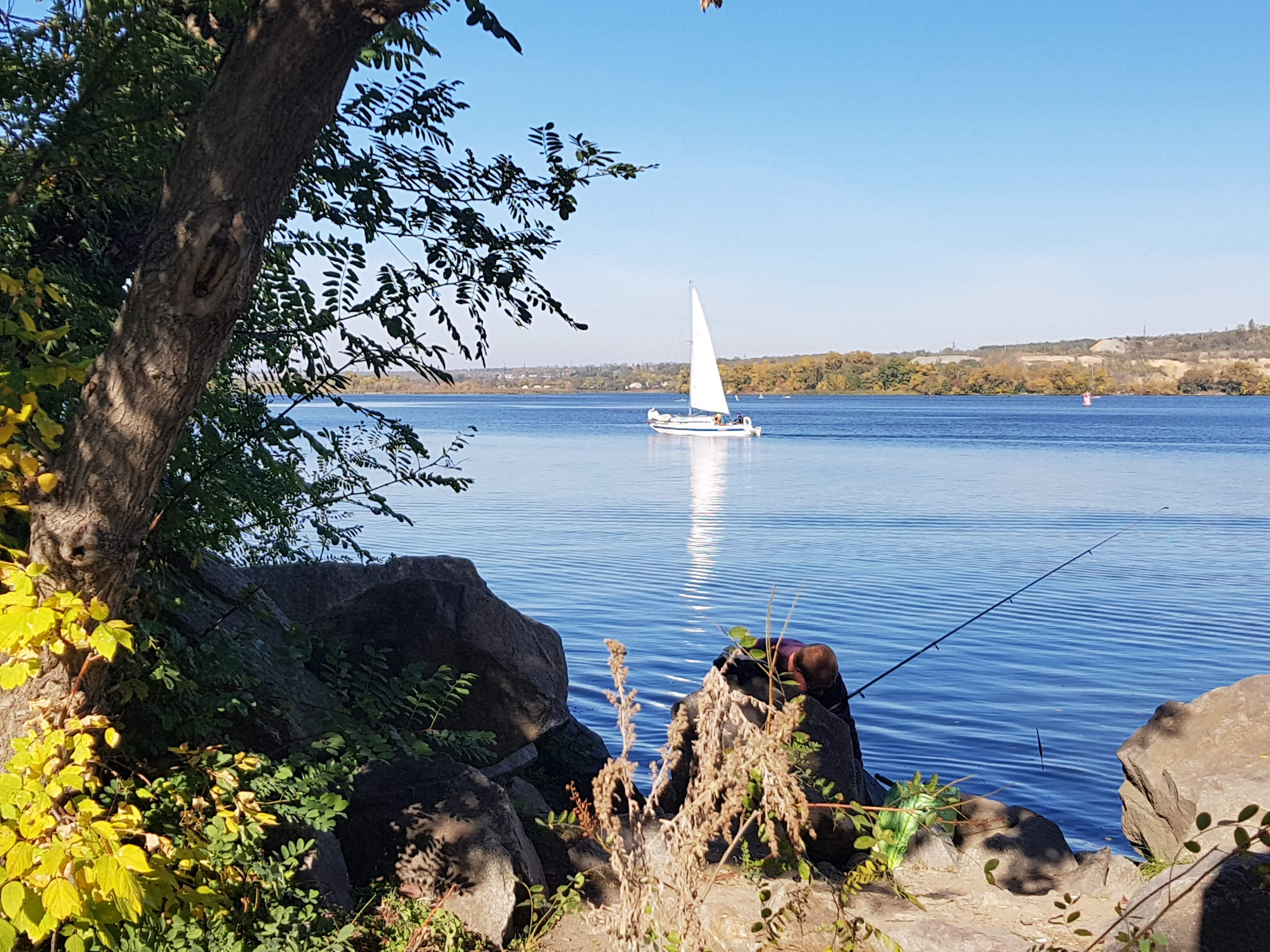
Pohled z trosek tvrze na Dněpr